# Nobutaka Taguchi
Nobutaka Taguchi (n. 18 iunie 1951, Saijō, Japonia) este un înotător japonez, medaliat olimpic. A participat la 2 ediții ale Jocurilor Olimpice (1972, 1976) în care a câștigat o medalie de aur și o medalie de bronz.